# Équipe des Philippines de hockey sur glace
L'équipe des Philippines de hockey sur glace est la sélection nationale des Philippines regroupant les meilleurs joueurs philippins de hockey sur glace, placée sous l'égide de la Fédération philippine de hockey sur glace (en).
L'équipe n'est pas encore classée car elle n'a pas disputé de compétition mondiale (Championnat du monde ou Jeux olympiques).

## Historique

### Les débuts
Avant 2008, il n'y avait pas de ligues organisées et une équipe nationale philippine non officielle composée de joueurs de clubs sélectionnés a participé à des tournois régionaux. L'une de ces équipes non officielles était Manila Pilipinas, qui a participé au tournoi amateur sur invitation du Hong Kong Amateur Hockey Club (HKAHC) en 2005. Elle a terminé à la 3e place de la plus basse des trois divisions de ce tournoi sur invitation.
À partir de 2008, le hockey sur glace aux Philippines a commencé à grandir. L'équipe nationale non officielle des Philippines a de nouveau participé à l'édition 2014 du tournoi sur invitation du HKAHC. Elle a terminé championne de la deuxième plus haute division du tournoi. C'est au cours de ce tournoi que les Philippines ont affronté une autre équipe nationale : Macao. Les philippins l'ont remporté 10 à 0 et cette rencontre est devenue le premier match officiel de l'équipe.
La Fédération philippine de hockey sur glace (en)  a été créée en février 2015 pour régir le hockey sur glace aux Philippines, facilitant ainsi les efforts pour constituer une équipe nationale formelle.
François Gautier, le directeur général franco-philippin, a dirigé l'équipe nationale dans les tournois ouverts en 2015, notamment celui du HKAHC 2015 où l'équipe a remporté le titre.

### Adhésion à l'IIHF
La fédération philippines de hockey sur glace devient membre de la fédération internationale (IIHF) le 20 mai 2016 et, en juillet de la même année, membre du Comité olympique des Philippines. Ces adhésions rendent éligibles les participations des équipes nationales philippines aux compétitions officielles comme le Challenge d'Asie de hockey sur glace et les Jeux d'Asie du Sud-Est.
L'équipe nationale des Philippines participe aux Jeux asiatiques d'hiver de 2017, leur premier tournoi officiel. L'équipe, dirigée par le Suisso-philippin Steven Füglister, a suivi un entraînement de sept mois qui a débuté en juillet 2016 avant la compétition.
En tant que membre de l'IIHF, l'équipe perd 10–5 lors de son premier match officiel contre le Kirghizistan et obtient sa première victoire contre le Qatar sur le score de 14–2. D'autres victoires suivent : 8–3 contre le Koweït et 9-2 contre Macao, qui permettent à l'équipe de terminer à la 3e place de sa division (la 13e place sur 18 à la fin).

## Résultats

### Jeux olympiques
L'équipe de hockey sur glace des Philippines n'a jamais participé aux Jeux olympiques.

### Championnats du monde
Les Philippines effectuent leur première participation lors de l'édition 2020, dans la Division IV, le 8e et dernier échelon.
- 1930-2006 - Ne participe pas
- 2020 - Annulé en raison du coronavirus
- 2021 - Annulé en raison du coronavirus
- 2022 - Forfait

### Jeux asiatiques d'hiver
Lors des Jeux asiatiques d'hiver de 2017, les Philippines terminent à la 3e place de la Division II, soit la 13e place sur 18 nations.

### Jeux d'Asie du Sud-Est
Lors des Jeux d'Asie du Sud-Est de 2017, l'équipe philippine remporte le titre après 4 victoires en atant de matches disputés : 12 à 0 contre l'Indonésie, 7 à 2 contre Singapour, 8 à 7 contre la Malaisie et 5-4 contre la Thaïlande.
En novembre et décembre 2019, les Philippines organisent la compétition.

### Challenge d'Asie
Pour sa première participation en 2018, l'équipe des Philippines remporte la médaille de bronze (3 victoires et une défaite dans une poule unique à 5 équipes). L'année suivante, elle remporte l'argent après un tournoi organisé en deux parties : tour préliminaire dans une poule de 4 (3 victoires) puis phase finale où l'équipe est battue en finale par la Mongolie 6 buts à 3.